# اندریا لیبمن
اَندریا لیبمن (انگلیسی: Andrea Libman؛ زادهٔ ۱۹ ژوئیهٔ ۱۹۸۴) بازیگر، صداپیشه، نوازنده پیانو و خواننده اهل کانادا است. لیبمن دارای مدرک لیسانس علوم کاربردی در مهندسی عمران از دانشگاه بریتیش کلمبیا است.
از فیلم‌ها یا مجموعه‌های تلویزیونی که وی در آن‌ها نقش داشته‌است، می‌توان به زنان کوچک، روز ششم (صداپیشه) و پرونده‌های ایکس اشاره نمود.